# Shenise Johnson
Shenise Monet Johnson (Rochester, 8 dicembre 1990) è un'ex cestista statunitense, professionista nella WNBA.

## Carriera
È stata selezionata dalle San Antonio Silver Stars al primo giro del Draft WNBA 2012 con la 5ª chiamata assoluta.

## Palmarès
- Miglior tiratrice di liberi WNBA (2016)